# Каменац (Кнежеви Виногради)
Каменац (мађ. Kő) је насељено место у Барањи, у саставу општине Кнежеви Виногради, Осјечко-барањска жупанија, Република Хрватска.

## Становништво
На попису становништва 2011. године, Каменац је имао 166 становника.

### Попис 2001.
На попису становништва 2001. године, насељено место Каменац је имало 177 становника, следећег националног састава:
- Хрвати — 98
- Мађари — 74
- Срби — 5

### Попис 1991.
На попису становништва 1991. године, насељено место Каменац је имало 294 становника, следећег националног састава:
| Попис 1991.‍  | Попис 1991.‍  | Попис 1991.‍ | Попис 1991.‍ | Попис 1991.‍ |
| ------------ | ------------ | ----------- | ----------- | ----------- |
|              |              |             |             |             |
| Мађари       | Мађари       |             | 90          | 30,61%      |
| Хрвати       | Хрвати       |             | 83          | 28,23%      |
| Срби         | Срби         |             | 57          | 19,38%      |
| Југословени  | Југословени  |             | 20          | 6,80%       |
| Немци        | Немци        |             | 3           | 1,02%       |
| остали       | остали       |             | 2           | 0,68%       |
| неопредељени | неопредељени |             | 30          | 10,20%      |
| регион. опр. | регион. опр. |             | 3           | 1,02%       |
| непознато    | непознато    |             | 6           | 2,04%       |
| укупно: 294  |              |             |             |             |